# Hollow Years
"Hollow Years" je četvrta pjesma s albuma Falling into Infinity (izdan 1994. godine) i četvrti izdani singl američkog progresivnog metal sastava Dream Theater. Tekst pjesme je napisao John Petrucci. Sastav je ujedno i napravio video spot za koji je utrošeno oko 100 tisuća dolara. 

## Popis pjesama
| Br. | Skladba                         | Tekstopisac             | Skladatelj    | Trajanje |
| --- | ------------------------------- | ----------------------- | ------------- | -------- |
| 1.  | »Hollow Years« (radio verzija)  | John Petrucci           | Dream Theater | 4:16     |
| 2.  | »Hollow Years«                  | Petrucci                | Dream Theater | 5:55     |
| 3.  | »You or Me« ("You Not Me" demo) | Petrucci, Desmond Child | Dream Theater | 6:25     |
| 4.  | »The Way It Used to Be«         | James LaBrie            | Dream Theater | 7:47     |

### Japansko izdanje (dodatne skladbe)
| Br. | Skladba                                                                               | Tekstopisac  | Skladatelj    | Trajanje |
| --- | ------------------------------------------------------------------------------------- | ------------ | ------------- | -------- |
| 1.  | »Burning My Soul« (uživo s Old Bridge, New Jersey 14. prosinca 1996.)                 | Mike Portnoy | Dream Theater | 8:19     |
| 2.  | »Another Hand" "The Killing Hand« (uživo s Old Bridge, New Jersey 14. prosinca 1996.) | Petrucci     | Dream Theater | 13:27    |

## Vanjske poveznice
- Službene stranice sastava Dream Theater  Arhivirana inačica izvorne stranice od 9. studenoga 2008. (Wayback Machine)